# Ларионово (Алтайский край)
Ларионово — село в Кытмановском районе Алтайского края. Входит в состав Тягунского сельсовета.

## География
Расположено в северо-западной части района, на берегах реки Гремихи (правый приток Чумыша). Абсолютная высота — 174 метра над уровнем моря.

## История
Основано в 1746 году. В 1926 году в деревне Ларионовой имелось 182 хозяйства и проживало 940 человек (448 мужчин и 492 женщины). В национальном составе населения того периода преобладали русские. Действовали школа I ступени и лавка общества потребителей. В административном отношении являлось центром Ларионовского сельсовета Чумышского района Барнаульского округа Сибирского края.

## Население
| 1926 | 1997 | 1998 | 1999 | 2000 | 2001 | 2002 | 2003 | 2004 | 2005 |
| ---- | ---- | ---- | ---- | ---- | ---- | ---- | ---- | ---- | ---- |
| 940  | ↘193 | ↘179 | ↗190 | ↗197 | ↘169 | ↘149 | ↘124 | ↘121 | ↘114 |
| 2006 | 2007 | 2008 | 2009 | 2010 | 2011 | 2012 | 2013 |      |      |
| ↘105 | ↘97  | ↘86  | ↘76  | ↘41  | ↘39  | ↘36  | ↘35  |      |      |

Национальный состав
Согласно результатам переписи 2002 года, в национальной структуре населения русские составляли 61 %, немцы — 38 %.